# Écardenville-la-Campagne
Écardenville-la-Campagne ist eine französische Gemeinde mit 446 Einwohnern (Stand: 1. Januar 2022) im Département Eure in der Region Normandie (vor 2016 Haute-Normandie). Sie gehört zum Arrondissement Bernay und zum Kanton Brionne. Die Einwohner werden Écardenvillais genannt.

## Geographie
Écardenville-la-Campagne liegt etwa 29 Kilometer westnordwestlich von Évreux. Umgeben wird Écardenville-la-Campagne von den Nachbargemeinden Rouge-Perriers im Norden, Villez-sur-le-Neubourg im Nordosten, Épreville-près-le-Neubourg im Osten, Combon im Südosten, Bray im Süden  sowie Thibouville im Westen und Nordwesten.
Durch die Gemeinde führt die frühere Route nationale 13 (heutige D613).

## Bevölkerungsentwicklung
| Jahr                       | 1962 | 1968 | 1975 | 1982 | 1990 | 1999 | 2006 | 2019 |
| Einwohner                  | 357  | 343  | 307  | 321  | 327  | 310  | 382  | 474  |
| Quellen: Cassini und INSEE |      |      |      |      |      |      |      |      |

## Sehenswürdigkeiten
- Kirche Saint-Martin aus dem 13. Jahrhundert, Umbauten aus dem 16. und 18. Jahrhundert
- Herrenhaus aus dem 18. Jahrhundert in Le Mesnil-Pipart

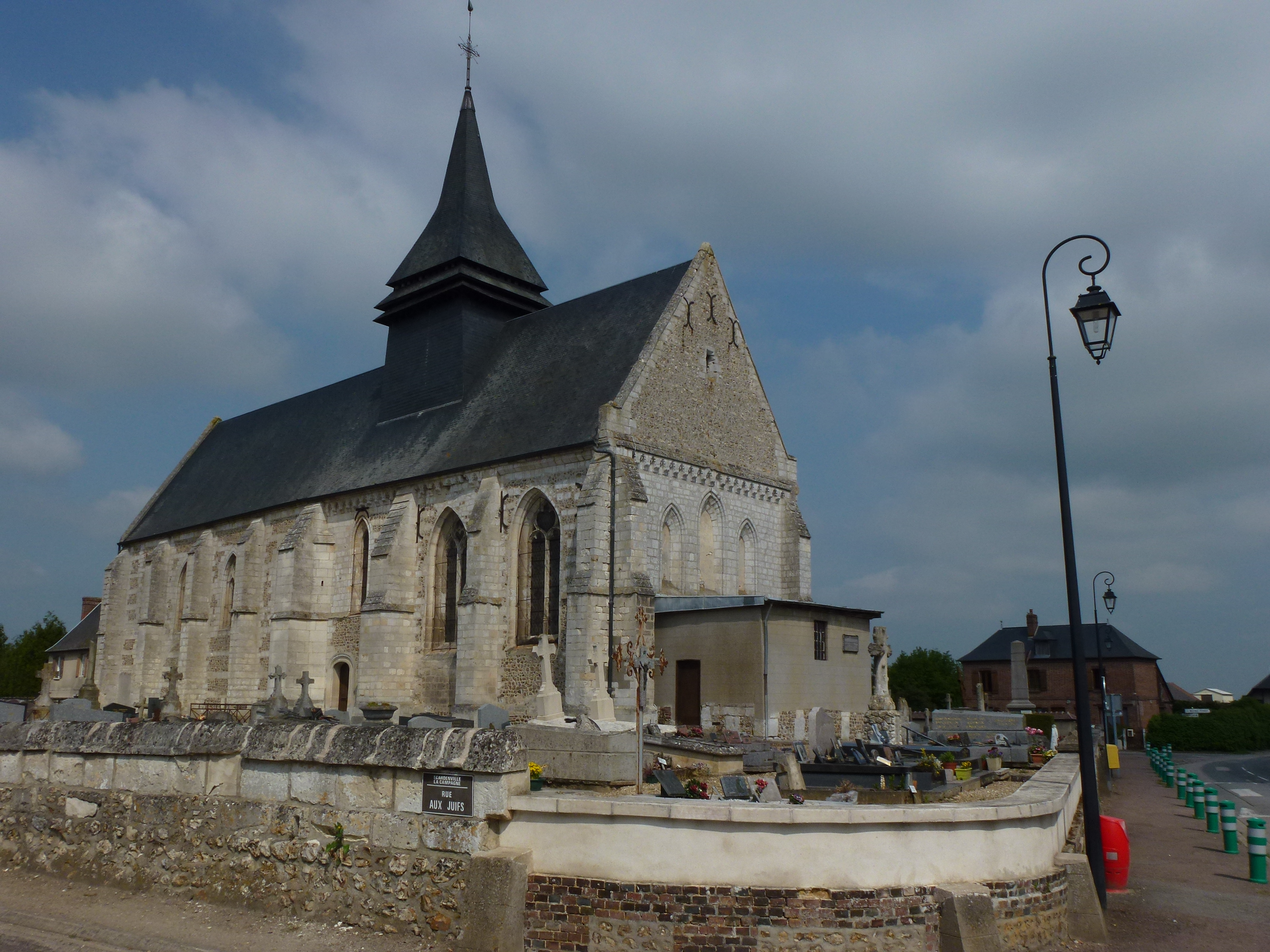
Kirche Saint-Martin
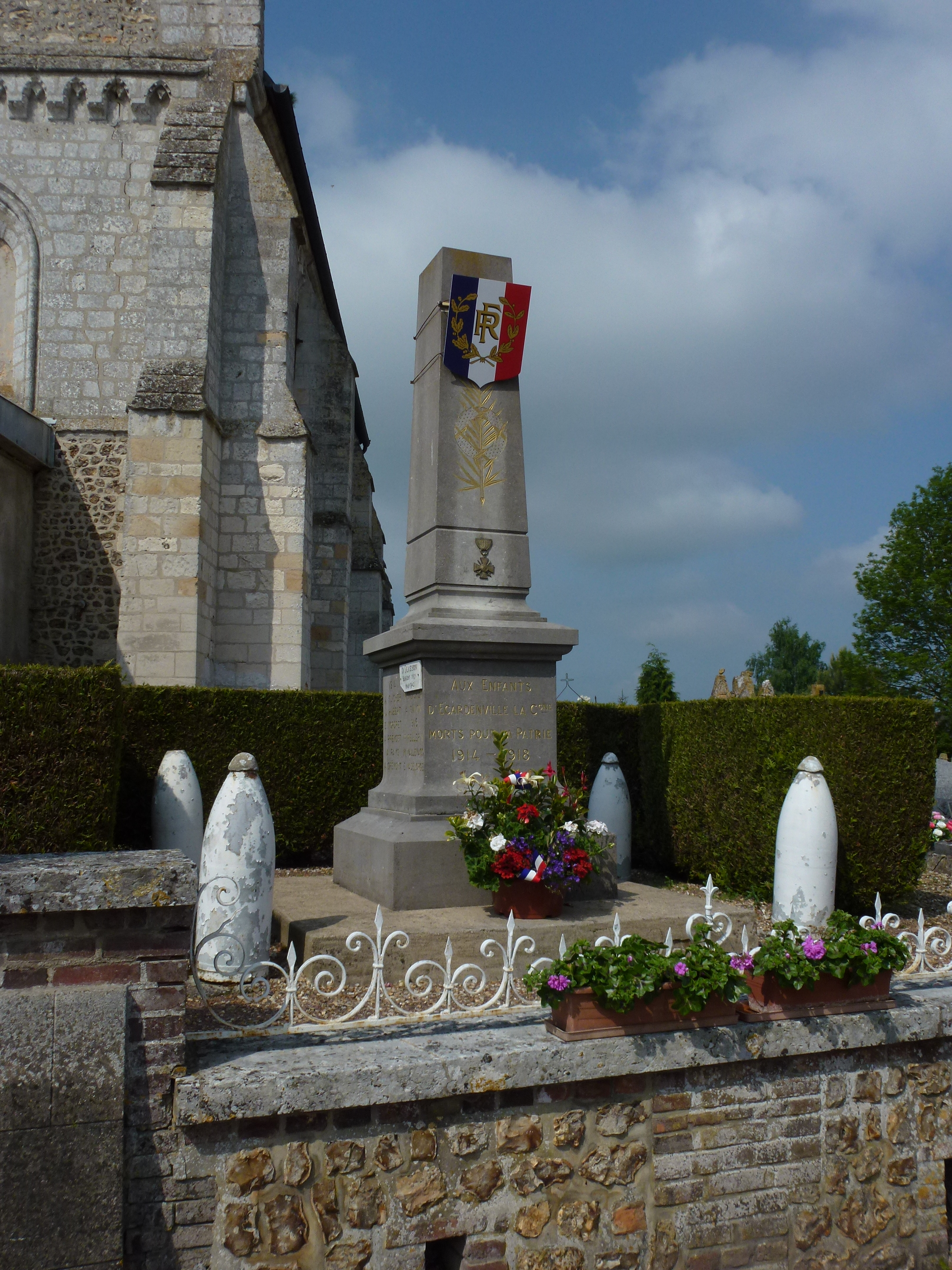
Gefallenendenkmal